# GAZ Wołga
Wołga – seria rosyjskich (wcześniej radzieckich) samochodów osobowych produkowanych przez zakłady GAZ.
W 1946 roku GAZ rozpoczęły produkcję samochodu osobowego M-20 Pobieda. W 1952 r. rozpoczęto pracę nad modelem GAZ M-21 pod nazwą Wołga. 10 października 1956 roku z taśmy produkcyjnej zjechały pierwsze Wołgi. Do 1957 r. były one produkowane jeszcze z silnikiem od Pobiedy. Latem 1957 roku gotowy był już nowy silnik. W końcu 1958 r. dokonano pierwszej modernizacji, zaś pierwszy poważny lifting Wołga przeszła dopiero w 1962 roku. Zmieniono wówczas przednią atrapę i wiele detali samochodu, w myśl zasady mniej chromu, więcej pięknej linii.  

## Modele Wołgi
- GAZ-21 Wołga
- GAZ-24 Wołga
- GAZ-24-10 Wołga
- GAZ-3102 Wołga
- GAZ-31029 Wołga
- GAZ-3110 Wołga
- GAZ-3105 Wołga
- GAZ-3111 Wołga
- GAZ-31105 Wołga
- GAZ-310221 Wołga
- GAZ Wołga Siber

## Galeria

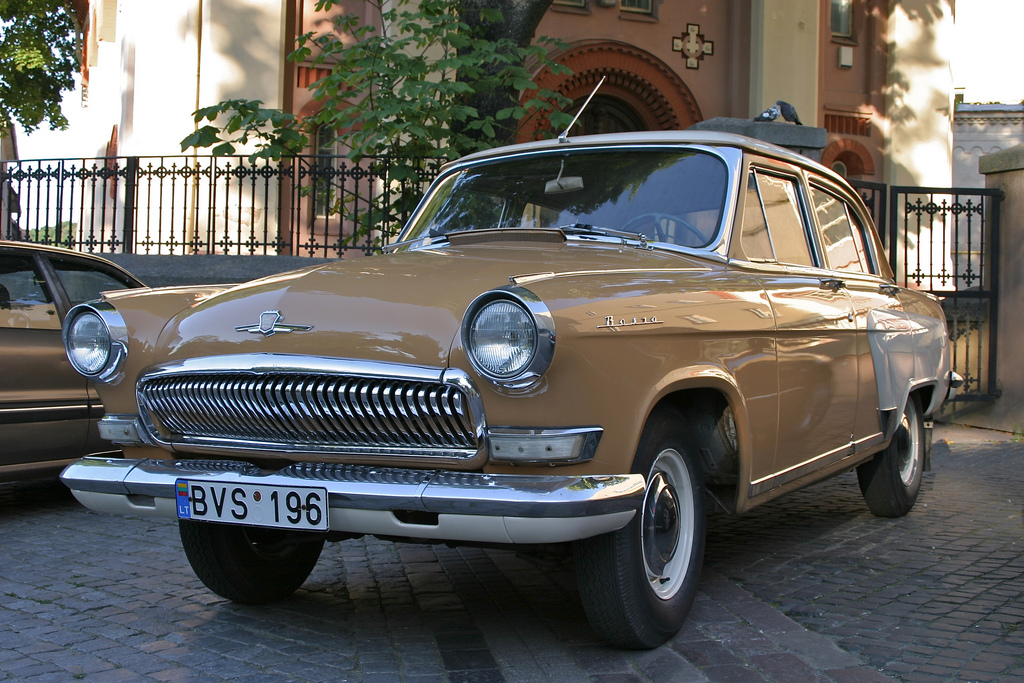
GAZ-21 Wołga (1956–1970)
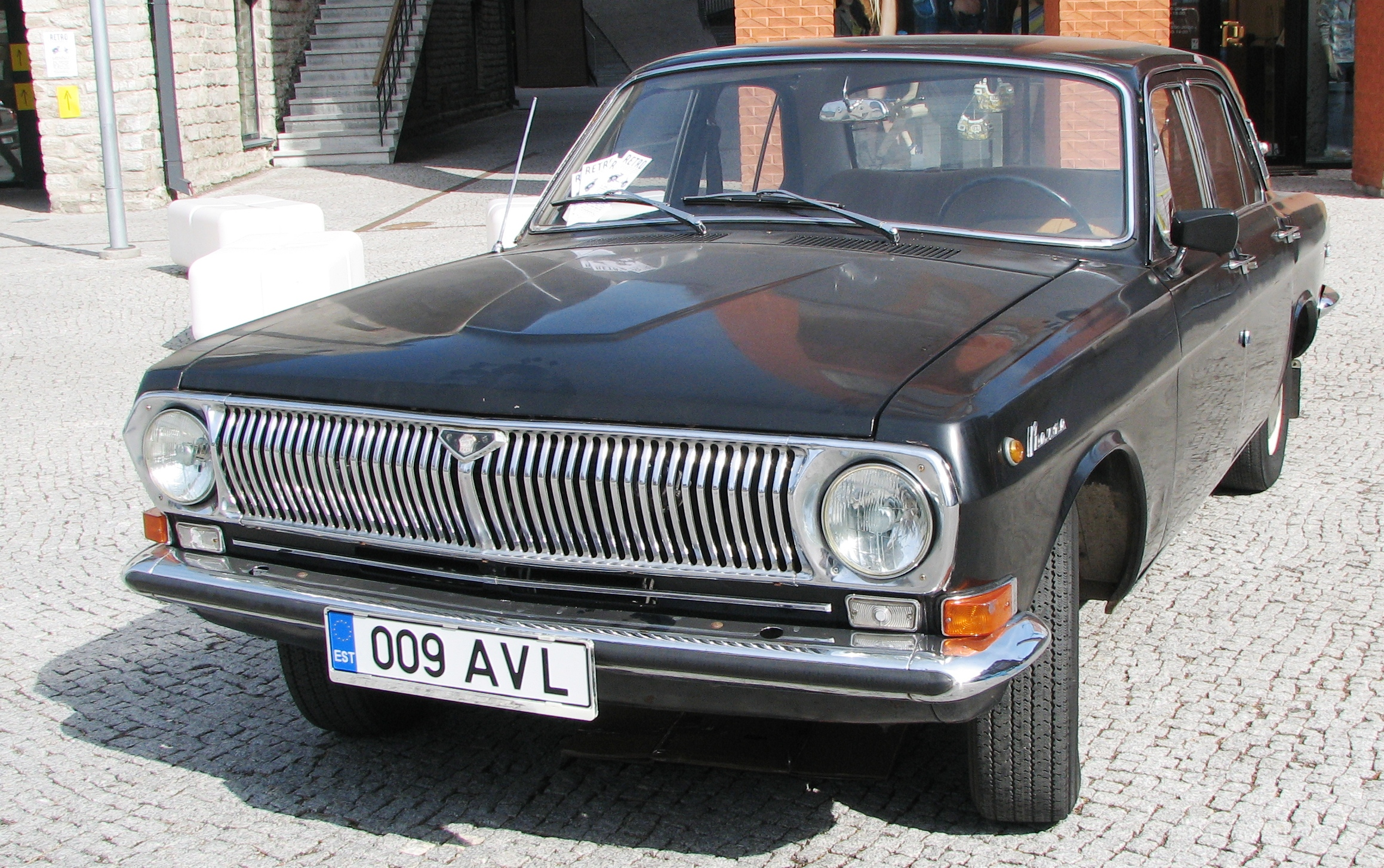
GAZ-24 Wołga (1967–1985)
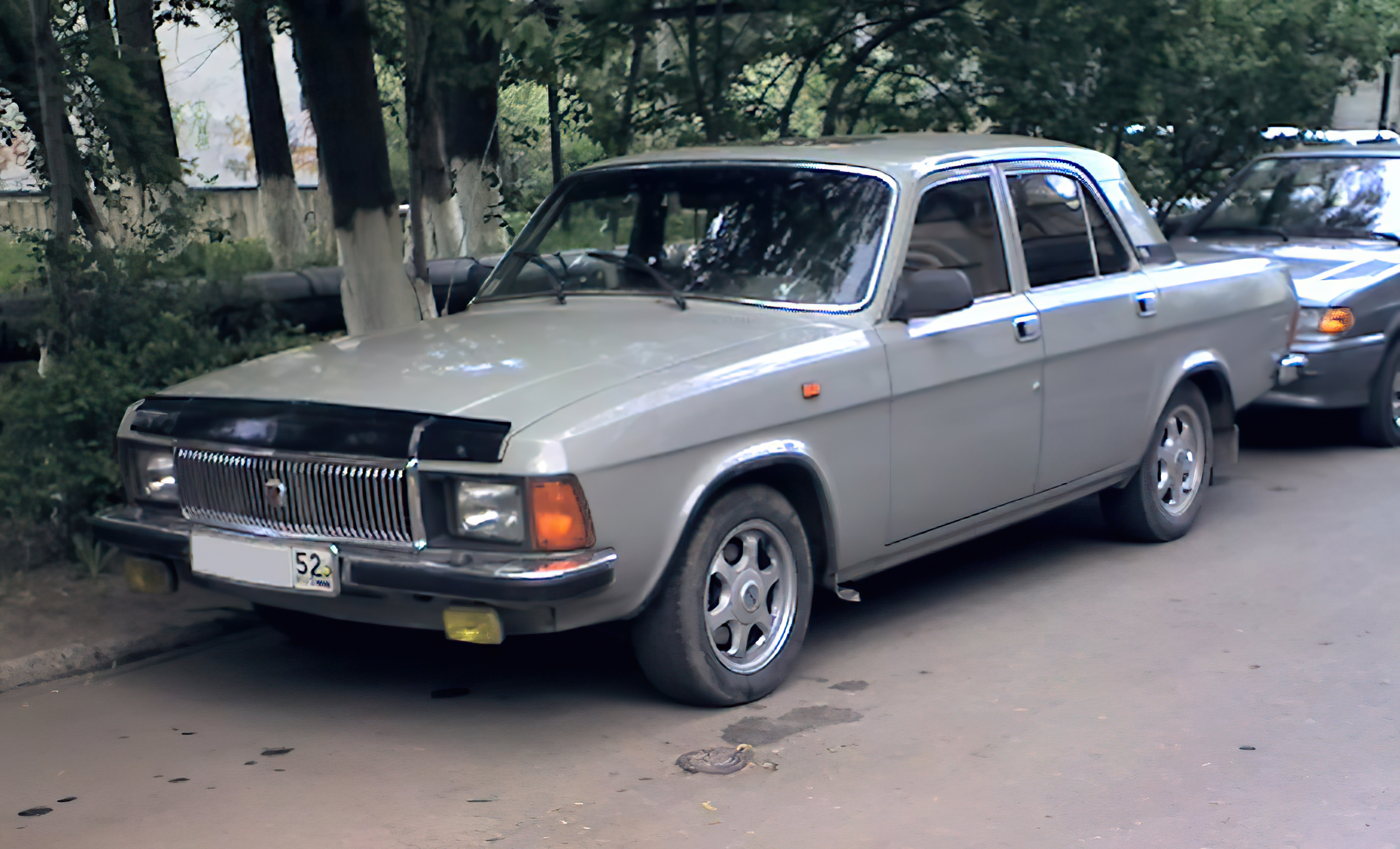
GAZ-3102 Wołga (1982–2009)
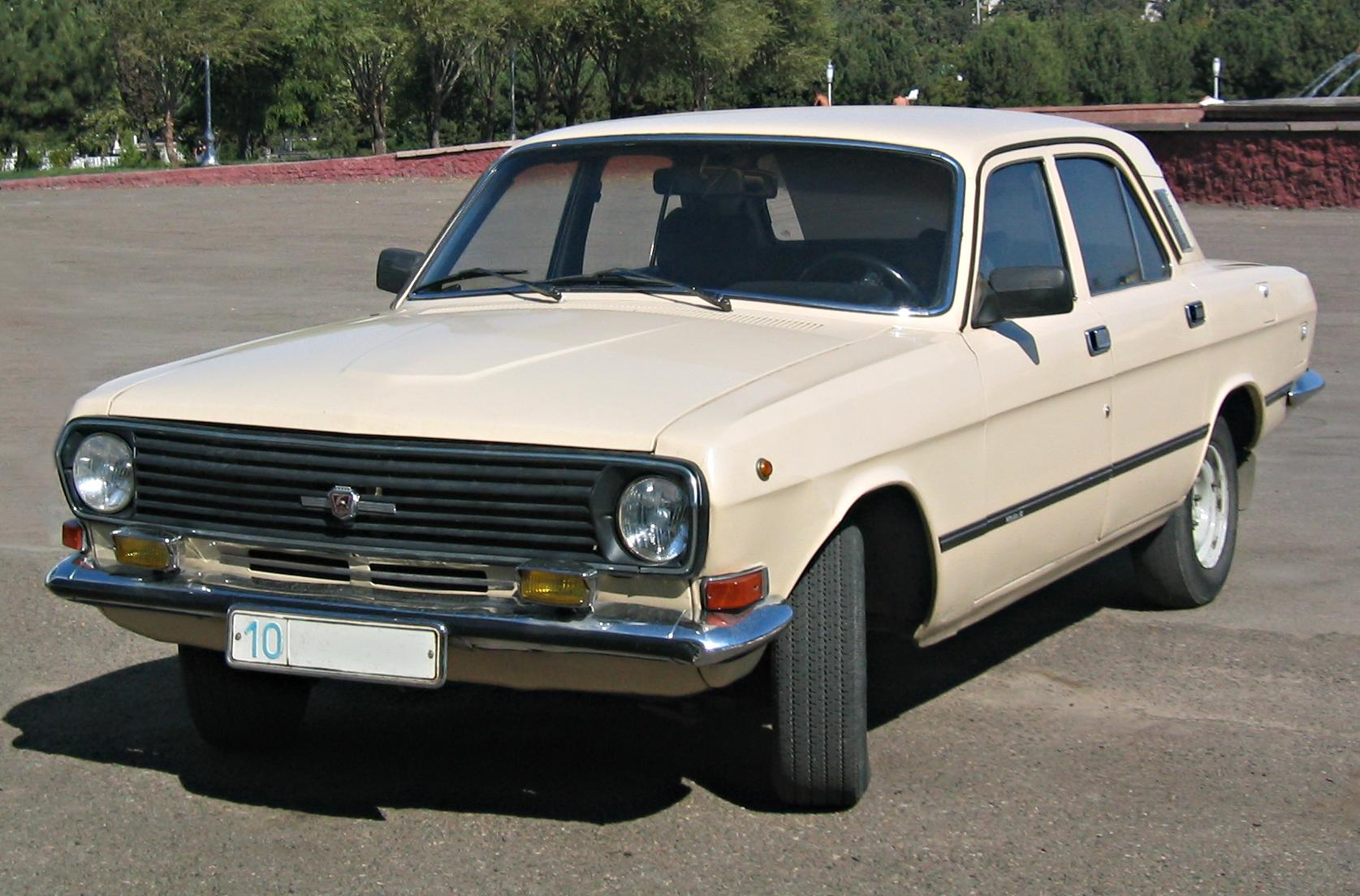
GAZ-24-10 Wołga (1985-1992)
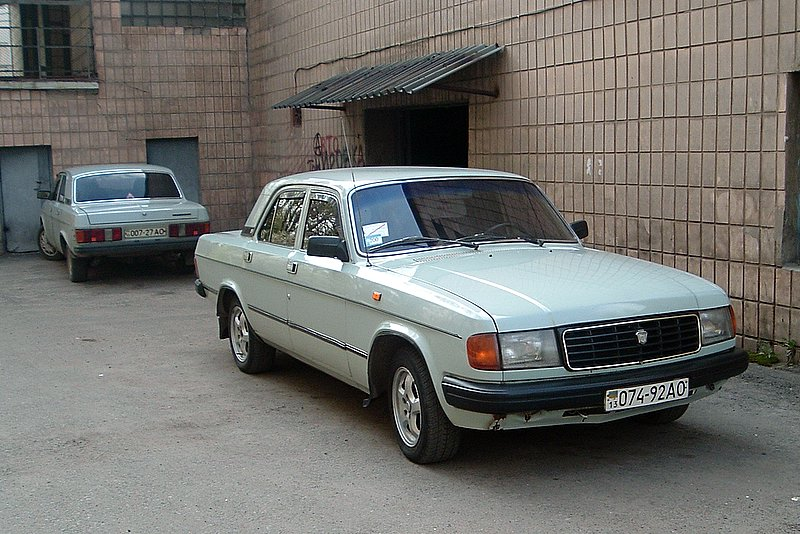
GAZ-31029 Wołga (1992-1997)
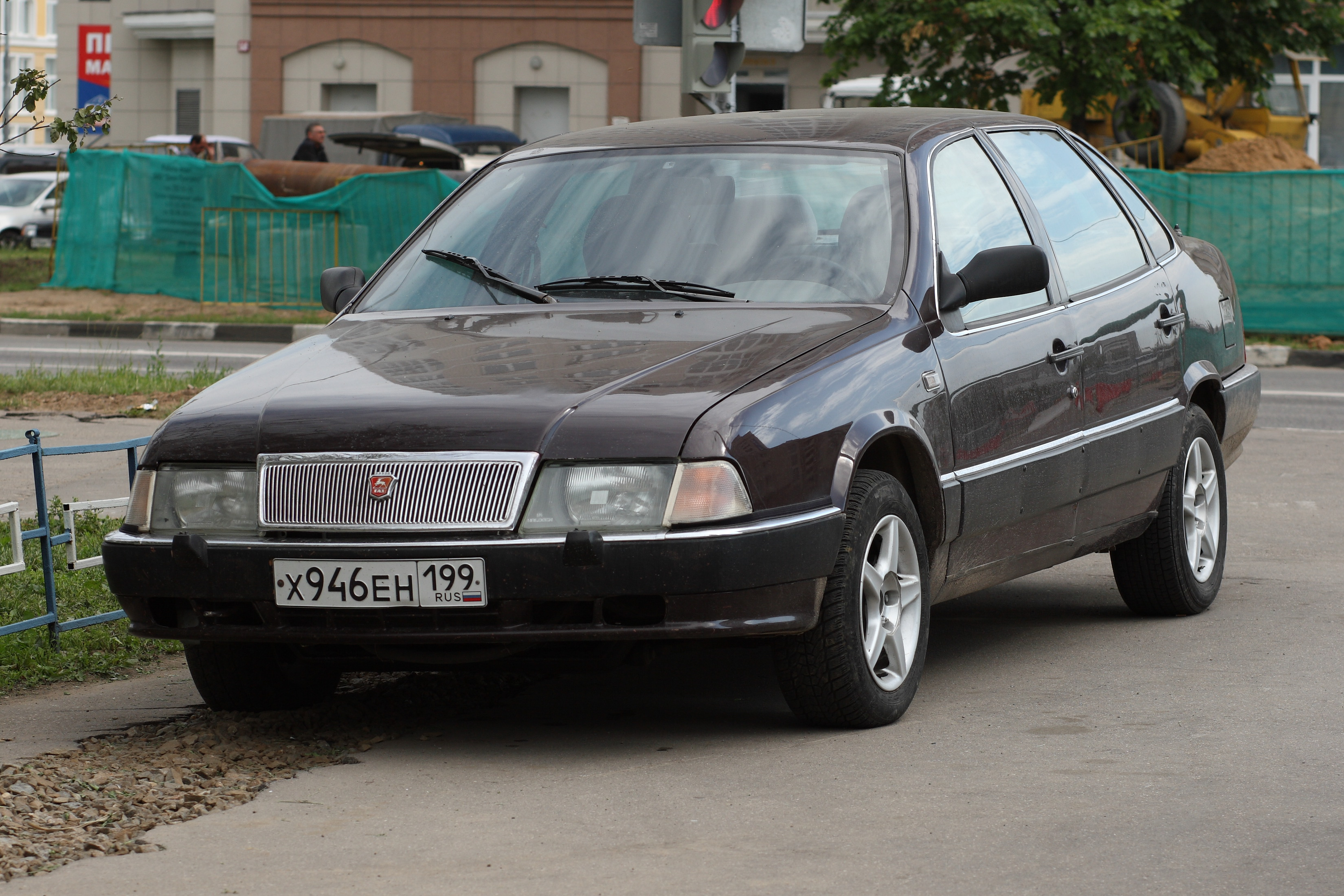
GAZ-3105 Wołga (1992-1996)
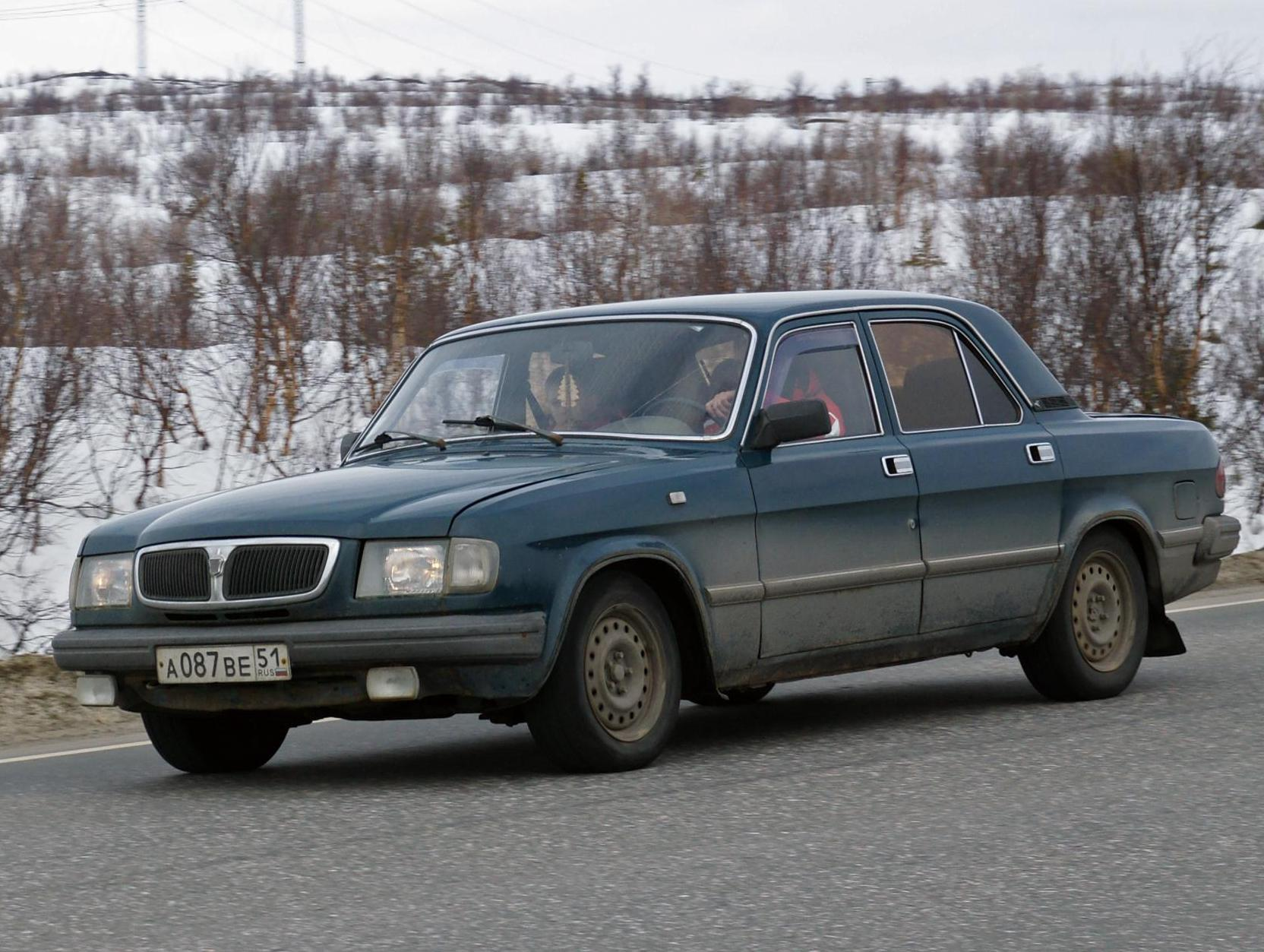
GAZ-3110 Wołga (1996-2005)
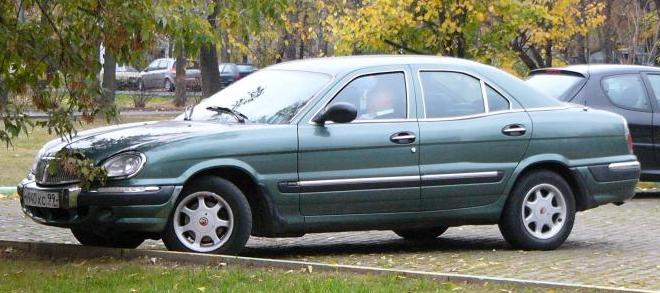
GAZ-3111 Wołga (1999-2005)
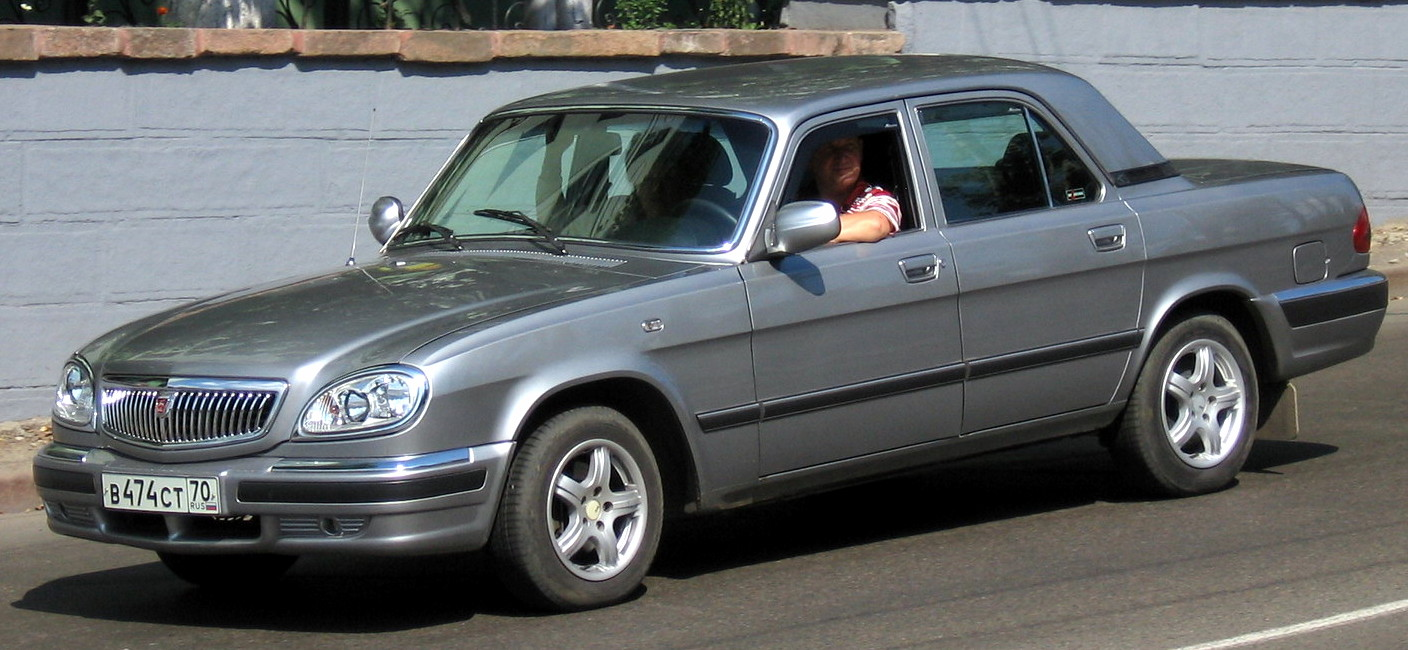
GAZ-31105 Wołga (2004-2009)
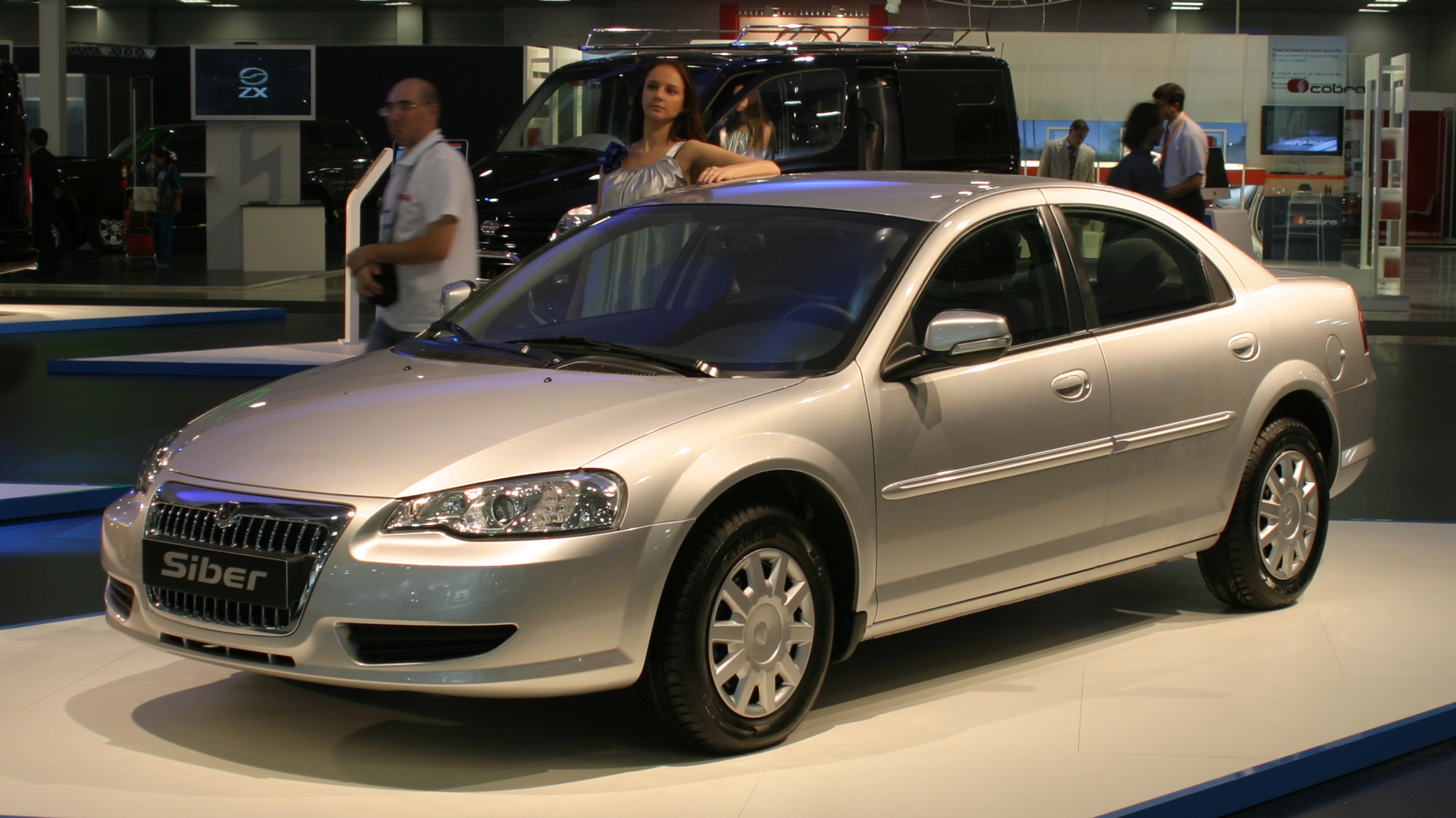
GAZ Wołga Siber (2008-2010)